# Saxifraga llonakhensis
Saxifraga llonakhensis är en stenbräckeväxtart som beskrevs av William Wright Smith. Saxifraga llonakhensis ingår i Bräckesläktet som ingår i familjen stenbräckeväxter. Inga underarter finns listade i Catalogue of Life.